# Equatoriaal-Guinees voetbalelftal (mannen)
Het Equatoriaal-Guinees voetbalelftal is een team van voetballers dat Equatoriaal-Guinea vertegenwoordigt bij internationale wedstrijden en competities, zoals de strijd om de CEMAC Cup en de kwalificatiewedstrijden voor het WK en de Afrika Cup.
De Federacion Ecuatoguineana de Futbol werd in 1960 opgericht en is aangesloten de CAF en de FIFA (sinds 1986). Het voetbalelftal behaalde in maart 2008 met de 64e plaats de hoogste positie op de FIFA-wereldranglijst, in december 1998 werd met de 195e plaats de laagste positie bereikt.

## Deelnames aan internationale toernooien

### Wereldkampioenschap voetbal
| Wereldkampioenschap voetbal overzicht | Wereldkampioenschap voetbal overzicht | Wereldkampioenschap voetbal overzicht | Wereldkampioenschap voetbal overzicht | Wereldkampioenschap voetbal overzicht | Wereldkampioenschap voetbal overzicht | Wereldkampioenschap voetbal overzicht | Wereldkampioenschap voetbal overzicht |              |
| Jaar                                  | Ronde                                 | Wed.                                  | W                                     | G                                     | V                                     | DV                                    | DT                                    |              |
| ------------------------------------- | ------------------------------------- | ------------------------------------- | ------------------------------------- | ------------------------------------- | ------------------------------------- | ------------------------------------- | ------------------------------------- | ------------ |
| 1930–1998                             | Geen deelname                         | Geen deelname                         | Geen deelname                         | Geen deelname                         | Geen deelname                         | Geen deelname                         | Geen deelname                         |              |
| 2002                                  | Niet gekwalificeerd                   | Niet gekwalificeerd                   | Niet gekwalificeerd                   | Niet gekwalificeerd                   | Niet gekwalificeerd                   | Niet gekwalificeerd                   | Niet gekwalificeerd                   |              |
| 2006                                  | Niet gekwalificeerd                   | Niet gekwalificeerd                   | Niet gekwalificeerd                   | Niet gekwalificeerd                   | Niet gekwalificeerd                   | Niet gekwalificeerd                   | Niet gekwalificeerd                   |              |
| 2010                                  | Niet gekwalificeerd                   | Niet gekwalificeerd                   | Niet gekwalificeerd                   | Niet gekwalificeerd                   | Niet gekwalificeerd                   | Niet gekwalificeerd                   | Niet gekwalificeerd                   |              |
| 2014                                  | Niet gekwalificeerd                   | Niet gekwalificeerd                   | Niet gekwalificeerd                   | Niet gekwalificeerd                   | Niet gekwalificeerd                   | Niet gekwalificeerd                   | Niet gekwalificeerd                   |              |
| 2018                                  | Niet gekwalificeerd                   | Niet gekwalificeerd                   | Niet gekwalificeerd                   | Niet gekwalificeerd                   | Niet gekwalificeerd                   | Niet gekwalificeerd                   | Niet gekwalificeerd                   |              |
| 2022                                  | Niet gekwalificeerd                   | Niet gekwalificeerd                   | Niet gekwalificeerd                   | Niet gekwalificeerd                   | Niet gekwalificeerd                   | Niet gekwalificeerd                   | Niet gekwalificeerd                   |              |
| 2026                                  | kwalificatie                          | kwalificatie                          | kwalificatie                          | kwalificatie                          | kwalificatie                          | kwalificatie                          | kwalificatie                          | kwalificatie |

| Afrika Cup overzicht | Afrika Cup overzicht | Afrika Cup overzicht | Afrika Cup overzicht | Afrika Cup overzicht | Afrika Cup overzicht | Afrika Cup overzicht | Afrika Cup overzicht | Afrika Cup overzicht |
| Jaar                 | Ronde                | Wed.                 | W                    | G                    | V                    | DV                   | DT                   | Kwal                 |
| -------------------- | -------------------- | -------------------- | -------------------- | -------------------- | -------------------- | -------------------- | -------------------- | -------------------- |
| 1957–1986            | Geen deelname        | Geen deelname        | Geen deelname        | Geen deelname        | Geen deelname        | Geen deelname        | Geen deelname        | Geen deelname        |
| 1988                 | Teruggetrokken       | Teruggetrokken       | Teruggetrokken       | Teruggetrokken       | Teruggetrokken       | Teruggetrokken       | Teruggetrokken       | Teruggetrokken       |
| 1990                 | Niet gekwalificeerd  | Niet gekwalificeerd  | Niet gekwalificeerd  | Niet gekwalificeerd  | Niet gekwalificeerd  | Niet gekwalificeerd  | Niet gekwalificeerd  | Niet gekwalificeerd  |
| 1992                 | Geen deelname        | Geen deelname        | Geen deelname        | Geen deelname        | Geen deelname        | Geen deelname        | Geen deelname        | Geen deelname        |
| 1994                 | Geen deelname        | Geen deelname        | Geen deelname        | Geen deelname        | Geen deelname        | Geen deelname        | Geen deelname        | Geen deelname        |
| 1996                 | Teruggetrokken       | Teruggetrokken       | Teruggetrokken       | Teruggetrokken       | Teruggetrokken       | Teruggetrokken       | Teruggetrokken       | Teruggetrokken       |
| 1998                 | Geen deelname        | Geen deelname        | Geen deelname        | Geen deelname        | Geen deelname        | Geen deelname        | Geen deelname        | Geen deelname        |
| 2000                 | Geen deelname        | Geen deelname        | Geen deelname        | Geen deelname        | Geen deelname        | Geen deelname        | Geen deelname        | Geen deelname        |
| 2002                 | Niet gekwalificeerd  | Niet gekwalificeerd  | Niet gekwalificeerd  | Niet gekwalificeerd  | Niet gekwalificeerd  | Niet gekwalificeerd  | Niet gekwalificeerd  | Niet gekwalificeerd  |
| 2004                 | Niet gekwalificeerd  | Niet gekwalificeerd  | Niet gekwalificeerd  | Niet gekwalificeerd  | Niet gekwalificeerd  | Niet gekwalificeerd  | Niet gekwalificeerd  | Niet gekwalificeerd  |
| 2006                 | Niet gekwalificeerd  | Niet gekwalificeerd  | Niet gekwalificeerd  | Niet gekwalificeerd  | Niet gekwalificeerd  | Niet gekwalificeerd  | Niet gekwalificeerd  | Niet gekwalificeerd  |
| 2008                 | Niet gekwalificeerd  | Niet gekwalificeerd  | Niet gekwalificeerd  | Niet gekwalificeerd  | Niet gekwalificeerd  | Niet gekwalificeerd  | Niet gekwalificeerd  | Niet gekwalificeerd  |
| 2010                 | Niet gekwalificeerd  | Niet gekwalificeerd  | Niet gekwalificeerd  | Niet gekwalificeerd  | Niet gekwalificeerd  | Niet gekwalificeerd  | Niet gekwalificeerd  | Niet gekwalificeerd  |
| 2012                 | Kwartfinale          | 4                    | 2                    | 0                    | 2                    | 3                    | 5                    |                      |
| 2013                 | Niet gekwalificeerd  | Niet gekwalificeerd  | Niet gekwalificeerd  | Niet gekwalificeerd  | Niet gekwalificeerd  | Niet gekwalificeerd  | Niet gekwalificeerd  | Niet gekwalificeerd  |
| 2015                 | Vierde               | 6                    | 2                    | 3                    | 1                    | 5                    | 5                    |                      |
| 2017                 | Niet gekwalificeerd  | Niet gekwalificeerd  | Niet gekwalificeerd  | Niet gekwalificeerd  | Niet gekwalificeerd  | Niet gekwalificeerd  | Niet gekwalificeerd  | Niet gekwalificeerd  |
| 2019                 | Niet gekwalificeerd  | Niet gekwalificeerd  | Niet gekwalificeerd  | Niet gekwalificeerd  | Niet gekwalificeerd  | Niet gekwalificeerd  | Niet gekwalificeerd  | Niet gekwalificeerd  |
| 2021                 | Kwartfinale          | 5                    | 2                    | 1                    | 2                    | 3                    | 4                    | (Kwal.)              |
| 2023                 | Achtste finale       | 4                    | 2                    | 1                    | 1                    | 9                    | 3                    | (Kwal.)              |
| 2025                 |                      |                      |                      |                      |                      |                      |                      | (Kwal.)              |

| African Championship of Nations overzicht | African Championship of Nations overzicht | African Championship of Nations overzicht | African Championship of Nations overzicht | African Championship of Nations overzicht | African Championship of Nations overzicht | African Championship of Nations overzicht | African Championship of Nations overzicht | African Championship of Nations overzicht |
| Jaar                                      | Ronde                                     | Wed.                                      | W                                         | G                                         | V                                         | DV                                        | DT                                        | Kwal                                      |
| ----------------------------------------- | ----------------------------------------- | ----------------------------------------- | ----------------------------------------- | ----------------------------------------- | ----------------------------------------- | ----------------------------------------- | ----------------------------------------- | ----------------------------------------- |
| 2009                                      | Niet gekwalificeerd                       | Niet gekwalificeerd                       | Niet gekwalificeerd                       | Niet gekwalificeerd                       | Niet gekwalificeerd                       | Niet gekwalificeerd                       | Niet gekwalificeerd                       | Niet gekwalificeerd                       |
| 2011                                      | Teruggetrokken                            | Teruggetrokken                            | Teruggetrokken                            | Teruggetrokken                            | Teruggetrokken                            | Teruggetrokken                            | Teruggetrokken                            | Teruggetrokken                            |
| 2014                                      | Geen deelname                             | Geen deelname                             | Geen deelname                             | Geen deelname                             | Geen deelname                             | Geen deelname                             | Geen deelname                             | Geen deelname                             |
| 2016                                      | Geen deelname                             | Geen deelname                             | Geen deelname                             | Geen deelname                             | Geen deelname                             | Geen deelname                             | Geen deelname                             | Geen deelname                             |
| 2018                                      | Groepsfase                                | 3                                         | 0                                         | 0                                         | 3                                         | 1                                         | 7                                         | (Kwal)                                    |
| 2020                                      | Niet gekwalificeerd                       | Niet gekwalificeerd                       | Niet gekwalificeerd                       | Niet gekwalificeerd                       | Niet gekwalificeerd                       | Niet gekwalificeerd                       | Niet gekwalificeerd                       | Niet gekwalificeerd                       |
| 2022                                      | Niet gekwalificeerd                       | Niet gekwalificeerd                       | Niet gekwalificeerd                       | Niet gekwalificeerd                       | Niet gekwalificeerd                       | Niet gekwalificeerd                       | Niet gekwalificeerd                       | Niet gekwalificeerd                       |

### CEMAC Cup
| UDEAC Cup overzicht | UDEAC Cup overzicht | UDEAC Cup overzicht | UDEAC Cup overzicht | UDEAC Cup overzicht | UDEAC Cup overzicht | UDEAC Cup overzicht | UDEAC Cup overzicht |
| Jaar                | Ronde               | Wed.                | W                   | G                   | V                   | DV                  | DT                  |
| ------------------- | ------------------- | ------------------- | ------------------- | ------------------- | ------------------- | ------------------- | ------------------- |
| 1984                | Zesde               | 3                   | 0                   | 2                   | 1                   | 2                   | 7                   |
| 1985                | Groepsfase          | 2                   | 0                   | 1                   | 1                   | 1                   | 5                   |
| 1986                | Groepsfase          | 2                   | 0                   | 0                   | 2                   | 0                   | 3                   |
| 1987                | Vierde              | 4                   | 0                   | 2                   | 2                   | 0                   | 5                   |
| 1988                | Groepsfase          | 2                   | 0                   | 0                   | 2                   | 1                   | 5                   |
| 1989                | Geen deelmame       | Geen deelmame       | Geen deelmame       | Geen deelmame       | Geen deelmame       | Geen deelmame       | Geen deelmame       |
| 1990                | Zesde               | 3                   | 0                   | 1                   | 2                   | 3                   | 10                  |
| CEMAC Cup overzicht |                     |                     |                     |                     |                     |                     |                     |
| Jaar                | Ronde               | Wed.                | W                   | G                   | V                   | DV                  | DT                  |
| 2003                | Teruggetrokken      | Teruggetrokken      | Teruggetrokken      | Teruggetrokken      | Teruggetrokken      | Teruggetrokken      | Teruggetrokken      |
| 2005                | Groepsfase          | 2                   | 0                   | 1                   | 1                   | 0                   | 3                   |
| 2006                | Kampioen            | 4                   | 1                   | 3                   | 0                   | 4                   | 3                   |
| 2007                | Groepsfase          | 2                   | 0                   | 1                   | 1                   | 2                   | 3                   |
| 2008                | Groepsfase          | 2                   | 0                   | 1                   | 1                   | 2                   | 3                   |
| 2009                | Tweede              | 4                   | 1                   | 1                   | 2                   | 3                   | 6                   |
| 2010                | Groepsfase          | 2                   | 0                   | 0                   | 2                   | 0                   | 4                   |
| 2013                | Groepsfase          | 2                   | 0                   | 0                   | 2                   | 2                   | 4                   |
| 2014                | Vierde              | 4                   | 1                   | 2                   | 1                   | 4                   | 2                   |

## FIFA-wereldranglijst[1]
| 1993 | 1994 | 1998 | 1999 | 2000 | 2001 | 2002 | 2003 | 2004 | 2005 | 2006 | 2007 | 2008 | 2009 | 2010 | 2011 | 2012 | 2013 | 2014 | 2015 | 2016 | 2017 | 2018 |
| ---- | ---- | ---- | ---- | ---- | ---- | ---- | ---- | ---- | ---- | ---- | ---- | ---- | ---- | ---- | ---- | ---- | ---- | ---- | ---- | ---- | ---- | ---- |
| 162  | 175  | 195  | 188  | 187  | 190  | 192  | 160  | 171  | 173  | 109  | 85   | 123  | 135  | 165  | 150  | 79   | 108  | 120  | 69   | 114  | 146  | 148  |

## Huidige selectie
De volgende spelers werden opgeroepen voor de vriendschappelijke wedstrijd tegen  Gambia op 6 juni 2025.
Interlands en doelpunten bijgewerkt tot en met de WK-kwalificatie wedstrijd tegen  Namibië (1–1) op 24 maart 2025.
| №           | Naam              | Wed. | Dlpnt. | Club                 |
| ----------- | ----------------- | ---- | ------ | -------------------- |
| Doel        |                   |      |        |                      |
| 13          | Aitor Embela      | 9    | 0      | CD Soneja            |
| -           | Manuel Sapunga    | 3    | 0      | Polokwane City       |
| -           | Miguel Eyama      | 7    | 0      | Deportivo Mongomo    |
| Verdediging |                   |      |        |                      |
| 2           | Néstor Senra      | 4    | 0      | Altético Antoniano   |
| 18          | Michael Ngaah     | 1    | 0      | UD Logroñés          |
| 24          | Hugo Buyla        | 1    | 0      | CF América           |
| -           | Marcelo Asumu     | 1    | 0      | CD Unidad Malabo     |
| -           | Marvin Anieboh    | 14   | 0      | UD San Sebastián     |
| -           | Esteban Orozco    | 32   | 1      | FC Arges             |
| -           | Santi Borikó      | 1    | 0      | CD Castellón         |
| -           | Basilo Ndong      | 47   | 0      | U. Craiova           |
| Middenveld  |                   |      |        |                      |
| 16          | Álex Masogo       | 1    | 1      | Yeclano Deportivo    |
| -           | Federico Bikoro   | 43   | 6      | Raja Casablanca      |
| -           | Jannick Buyla     | 27   | 3      | SD Tarazona          |
| -           | Gael Joel Akogo   | 5    | 0      | Granada CF           |
| -           | Santiago Eneme    | 27   | 0      | Slovan Liberec       |
| -           | Iban Salvador     | 47   | 8      | Wisla Plock          |
| Aanval      |                   |      |        |                      |
| 12          | José Nabil Ondó   | 2    | 0      | FC Nantes            |
| 14          | Loren Zúñiga      | 1    | 0      | Real Madrid B        |
| 17          | Josete Miranda    | 45   | 3      | Iraklis Thessaloniki |
| -           | Luís Asué         | 25   | 4      | Moreirense FC        |
| -           | Dorian Hanza      | 16   | 0      | Marbella FC          |
| -           | Emilio Nsue       | 42   | 23     | CF Intercity         |
| -           | Cristian Makaté   | 1    | 0      | Union SG             |
| -           | Pedro José Obiang | 0    | 0      | FC 15 de Agusto      |

## Bekende spelers
FEF · A-internationals · Selecties · Equatoriaal-Guinees vrouwenelftal
1970 – 1979 · 
1980 – 1989 · 
1990 – 1999 · 
2000 – 2009 · 
2010 – 2019 ·
2020 − 2029
1975 · 
1976 · 
1977 · 
1978 · 1979 · 1980 · 
1981 · 
1982 · 1983 · 
1984 · 
1985 · 
1986 · 
1987 · 
1988 · 
1989 · 
1990 · 
1991 · 1992 · 1993 · 1994 · 1995 · 1996 · 1997 · 
1998 · 
1999 · 
2000 · 
2001 · 
2002 · 
2003 · 
2004 · 
2004 · 
2005 · 
2006 · 
2007 · 
2008 · 
2009 · 
2010 · 
2011 · 
2012 · 
2013 · 
2014 · 
2015 · 
2016 · 
2017 ·
2018 ·
2019 ·
2020 ·
2021 ·
2022 ·
2023 ·
2024
Algerije ·
Andorra ·
Angola ·
Benin ·
Botswana ·
Burkina Faso ·
Cambodja ·
Centraal-Afrikaanse Republiek ·
Congo-Brazzaville ·
Congo-Kinshasa ·
Djibouti ·
Egypte ·
Estland ·
Gabon ·
Gambia ·
Ghana ·
Guinee ·
Guinee-Bissau ·
Ivoorkust ·
Kaapverdië ·
Kameroen ·
Kenia ·
Kosovo ·
Libanon ·
Liberia ·
Libië ·
Madagaskar ·
Malawi ·
Mali ·
Marokko ·
Mauritanië ·
Mauritius ·
Namibië ·
Niger ·
Nigeria ·
Rwanda ·
Saoedi-Arabië ·
Sao Tomé en Principe ·
Senegal ·
Sierra Leone ·
Soedan ·
Spanje ·
Tanzania ·
Togo ·
Tsjaad ·
Tunesië ·
Zambia ·
Zuid-Afrika ·
Zuid-Soedan